# 서직수
서직수(徐直修, 1735년~1822년)는 조선 후기의 문신이다. 본관은 대구, 자는 경지(敬之), 호는 십우헌(十友軒)이다. 아버지는 밀양 도호부사(密陽都護府使)를 역임한 서명인(徐命仁) 이고, 어머니는 신사경(申思冏)의 딸인 평산 신씨, 부인은 조영극(趙榮克)의 딸 양주 조씨(楊洲趙氏)이다.

## 생애
서직수는 평생을 시와 서화를 하면서 보냈다. 1765년(영조 41년)에 진사시에 합격하였고 1766년에 능참봉(陵參奉 - 종9품)으로 시작하여 군수와 현륭 원령, 말년에는 돈녕도정(都正 - 정3품)을 지냈다.
정조대에 금부도사(禁府都事), 북부도사(北部都事), 공조좌랑(工曹佐郞), 홍산현감(鴻山縣監), 양지현감(陽智縣監), 용인현령(龍仁縣令)과 공주판관(公州判官)을 역임했다. 1787년(정조 11년)에는 인천 도호부사(都護府使)로 부임했다.